# Milan Melindo
Milan Melindo est un boxeur philippin né le 29 février 1988 à Cagayan de Oro City.

## Carrière
Passé professionnel en 2005, il échoue tout d'abord par deux fois en championnat du monde des poids mouches contre Juan Francisco Estrada en 2013 et Javier Mendoza en 2015 avant de s'emparer du titre de champion du monde des poids mi-mouches IBF le 21 mai 2017 après sa victoire au premier round contre Akira Yaegashi. Il conserve son titre le 16 septembre 2017 en battant aux points Hekkie Budler mais s'incline face à Ryoichi Taguchi, champion WBA de la catégorie, le 31 décembre suivant.